# Kaplica grobowa Horodyńskich w Zaleszanach

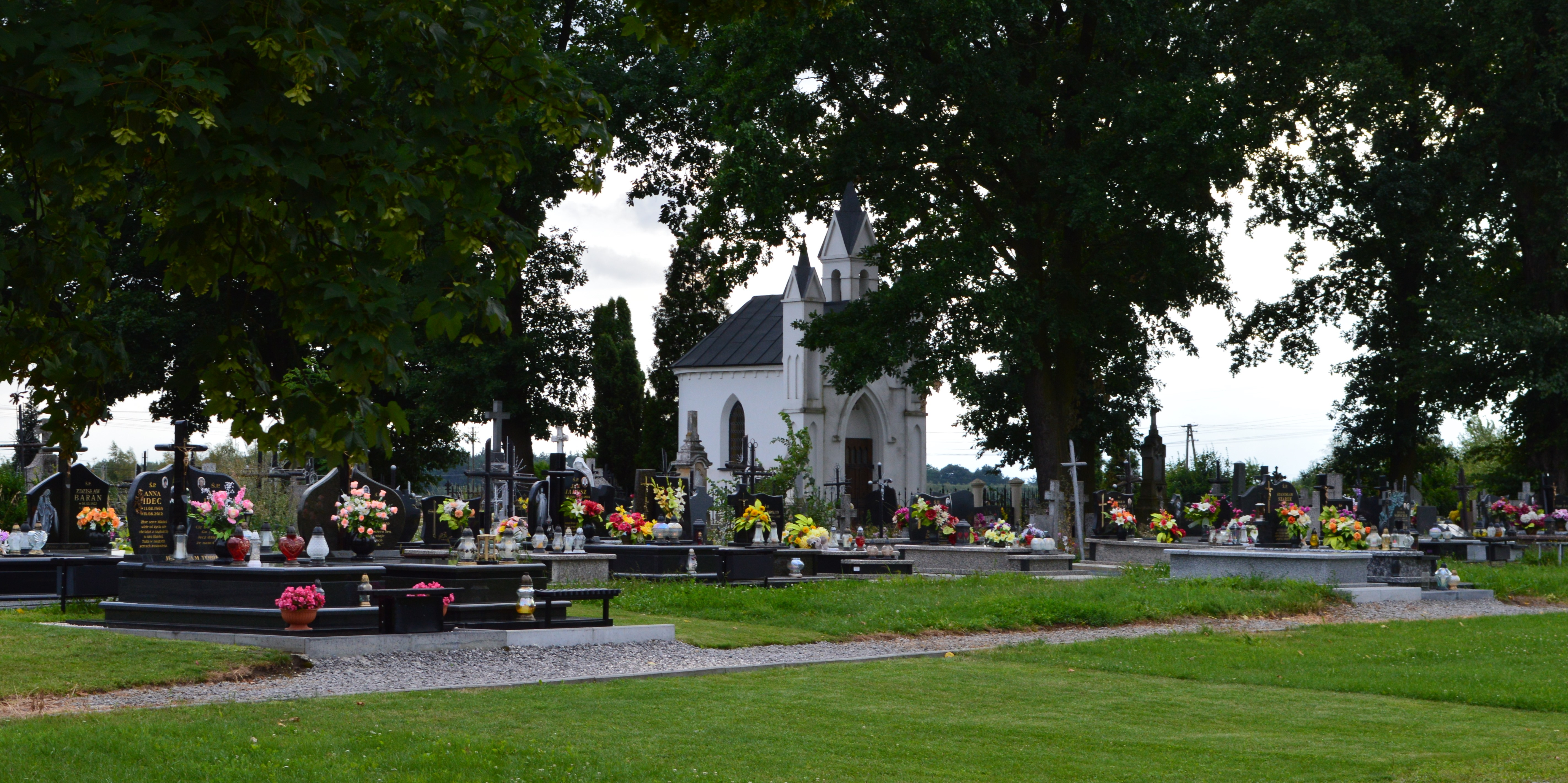
Panorama cmentarza z kaplicą

Kaplica grobowa Horodyńskich w Zaleszanach – zabytkowa kaplica grobowa rodziny Horodyńskich herbu Korczak ze Zbydniowa. Położona w najstarszej części cmentarza w Zaleszanach przy ul. Sandomierskiej, wybudowana w 1871.  
Wpisana do rejestru zabytków województwa podkarpackiego. 

## Fundator
Jej fundatorką była Zofia z Wierzbickich Horodyńska, wdowa po zmarłym Bogusławie Horodyńskim. Kaplica została wzniesiona na miejscu ówczesnych grobów rodziny Horodyńskich oraz córki – Julii Stefanii, zmarłej w 1870, których ekshumowane szczątki złożono w podziemiach kaplicy.  Poświęcenie kaplicy odbyło się 3 grudnia 1871.

## Pochowani
- Dominik Horodyński[4]
- Kunegunda Brochowska – Horodyńska, żona Dominika
- Bogusław Horodyński[4]
- Zofia z Wierzbickich – Horodyńska żona Bogusława[5]
- Julia Stefania Horodyńska – córka Bogusława[1]
- Zbigniew Horodyński[4][a]
- Maria z Podleskich – Horodyńska, żona Zbigniewa
- Dominik Horodyński[4]

W kaplicy znajduje się również tablica poświęcona synowi Zbigniewa, Dominikowi Antoniemu Horodyńskiemu. Widnieje na niej napis:  „Dominik Korczak Horodyński nadporucznik I Pułku Ułanów. Od 1 go sierpnia 1914 roku wytrwał bez przerwy w najcięższych trudach do dnia 29 marca 1915 roku, kiedy ranny w Karpatach zaginął”.

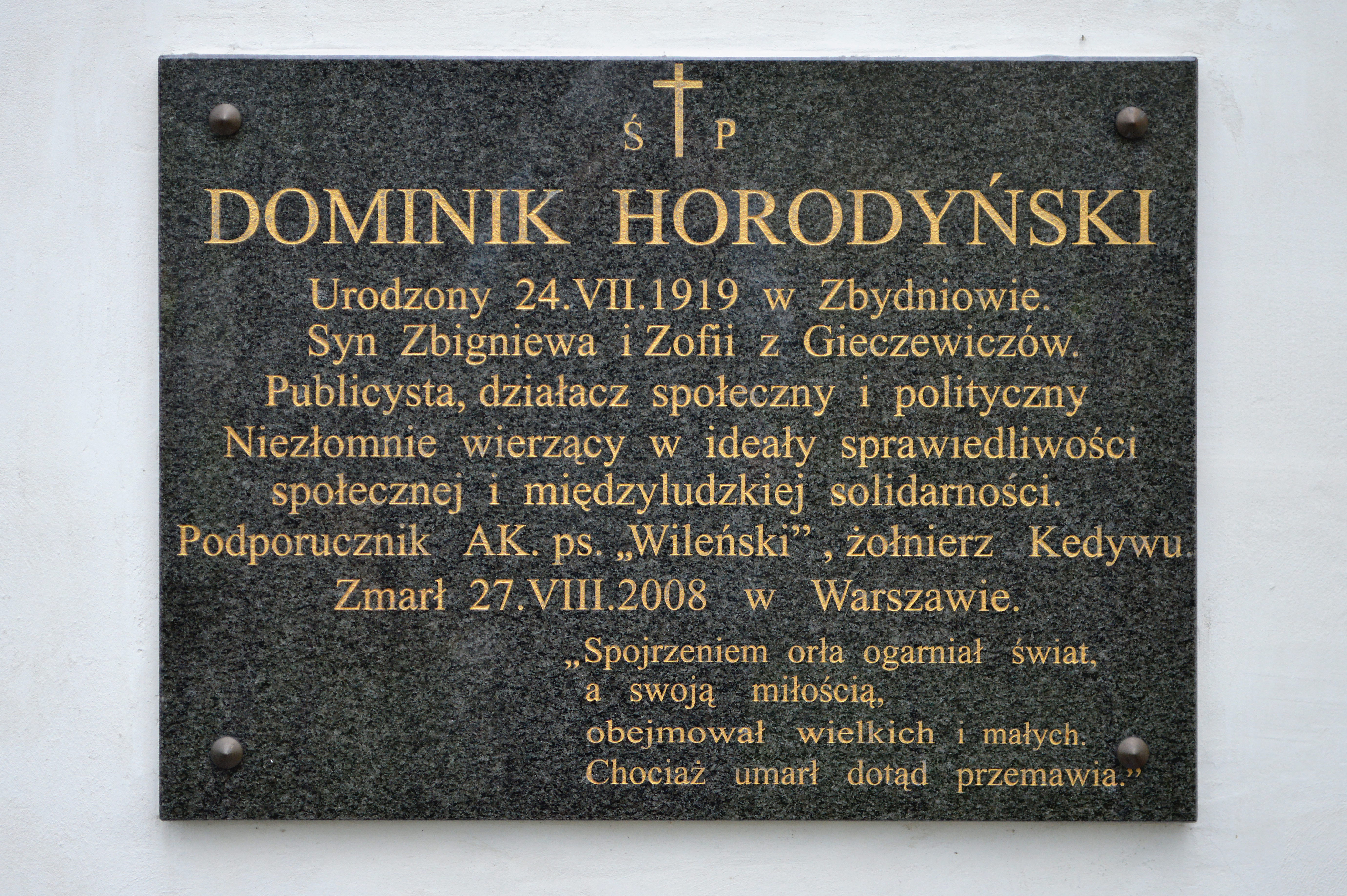
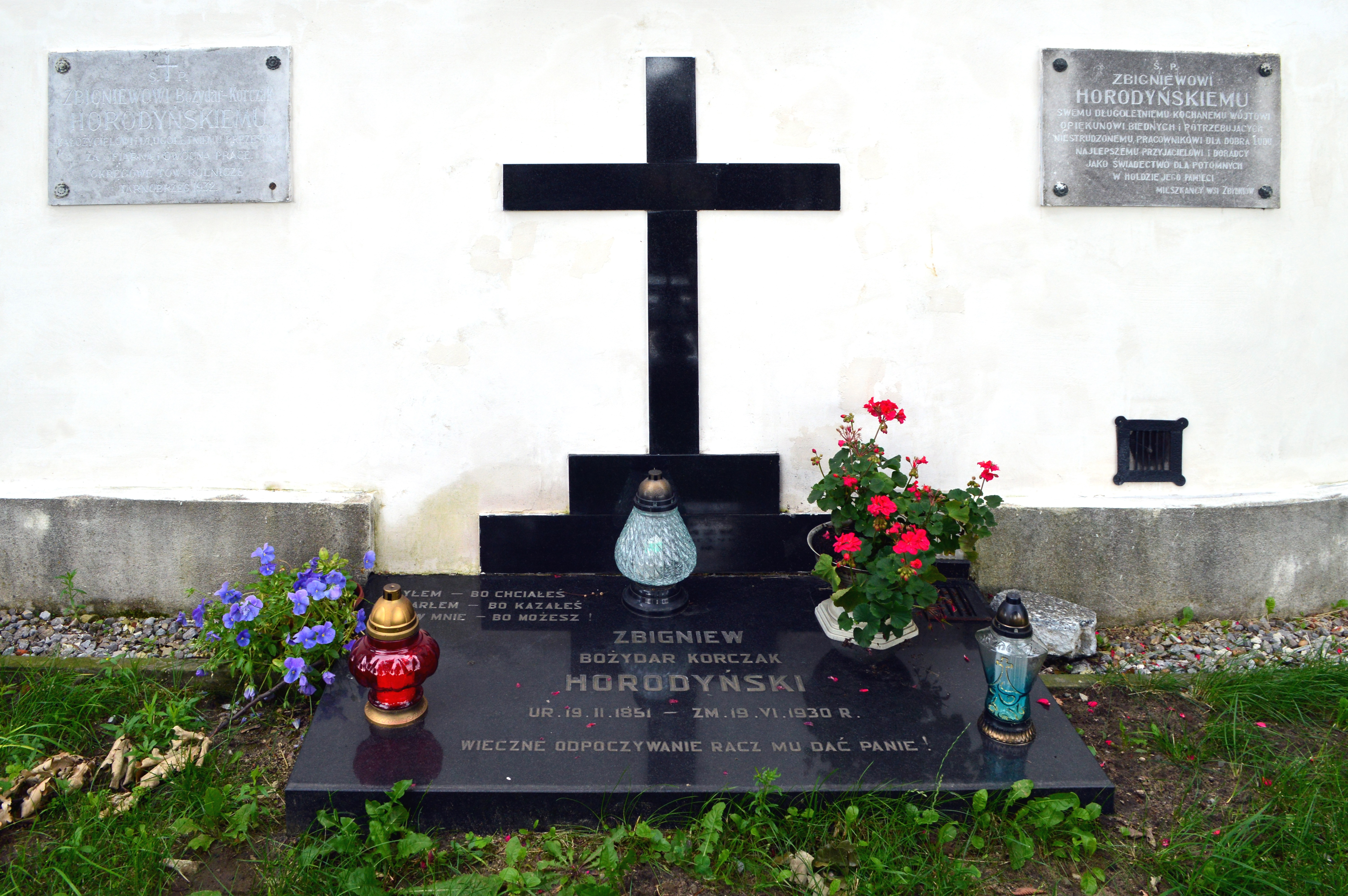
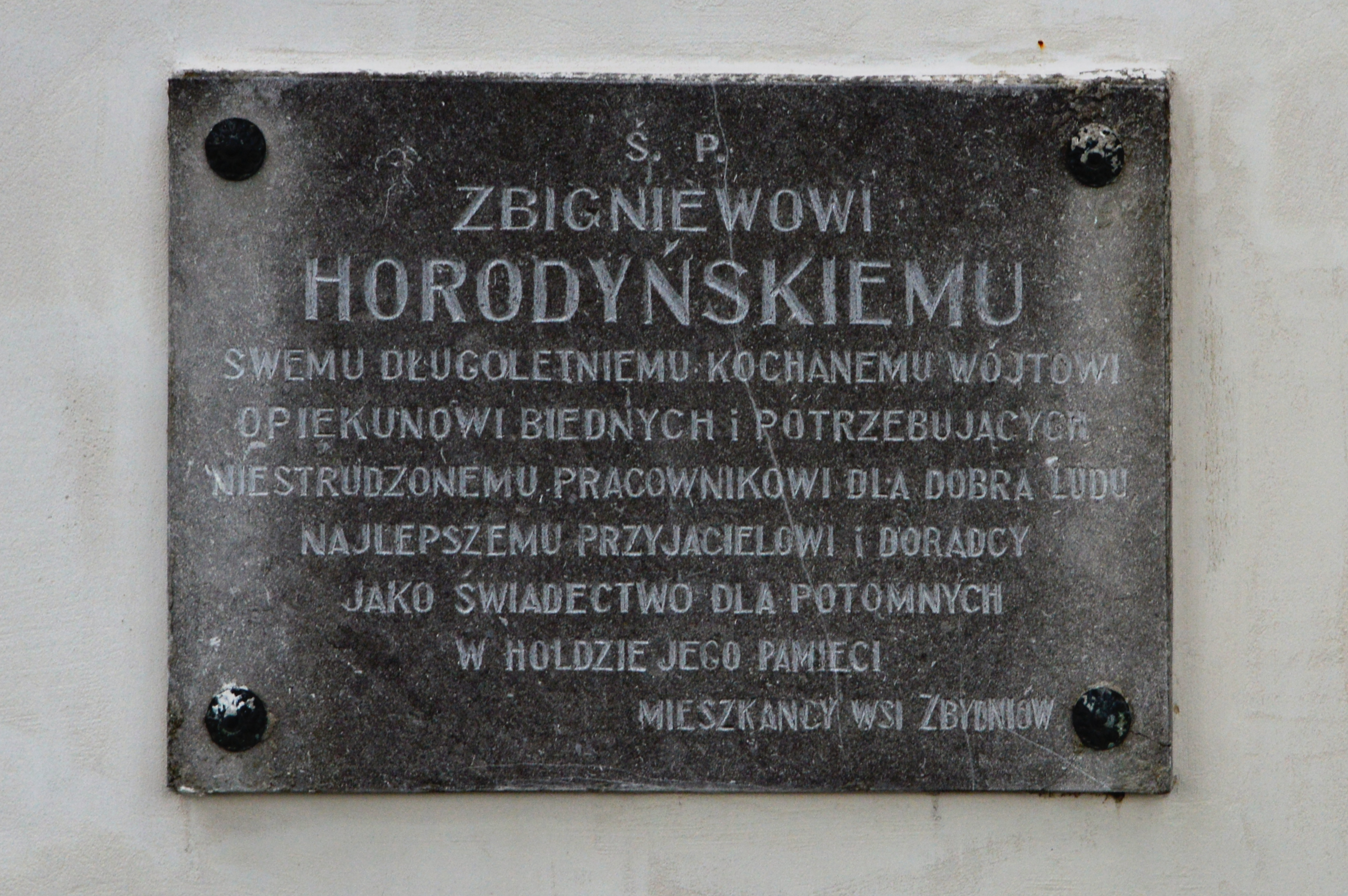
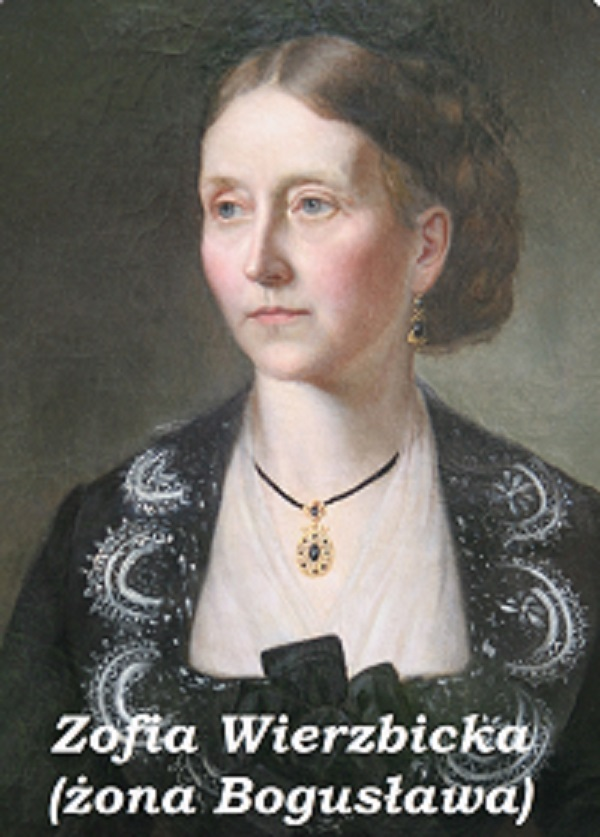
Zofia Wierzbicka Horodyńska.

## Architektura

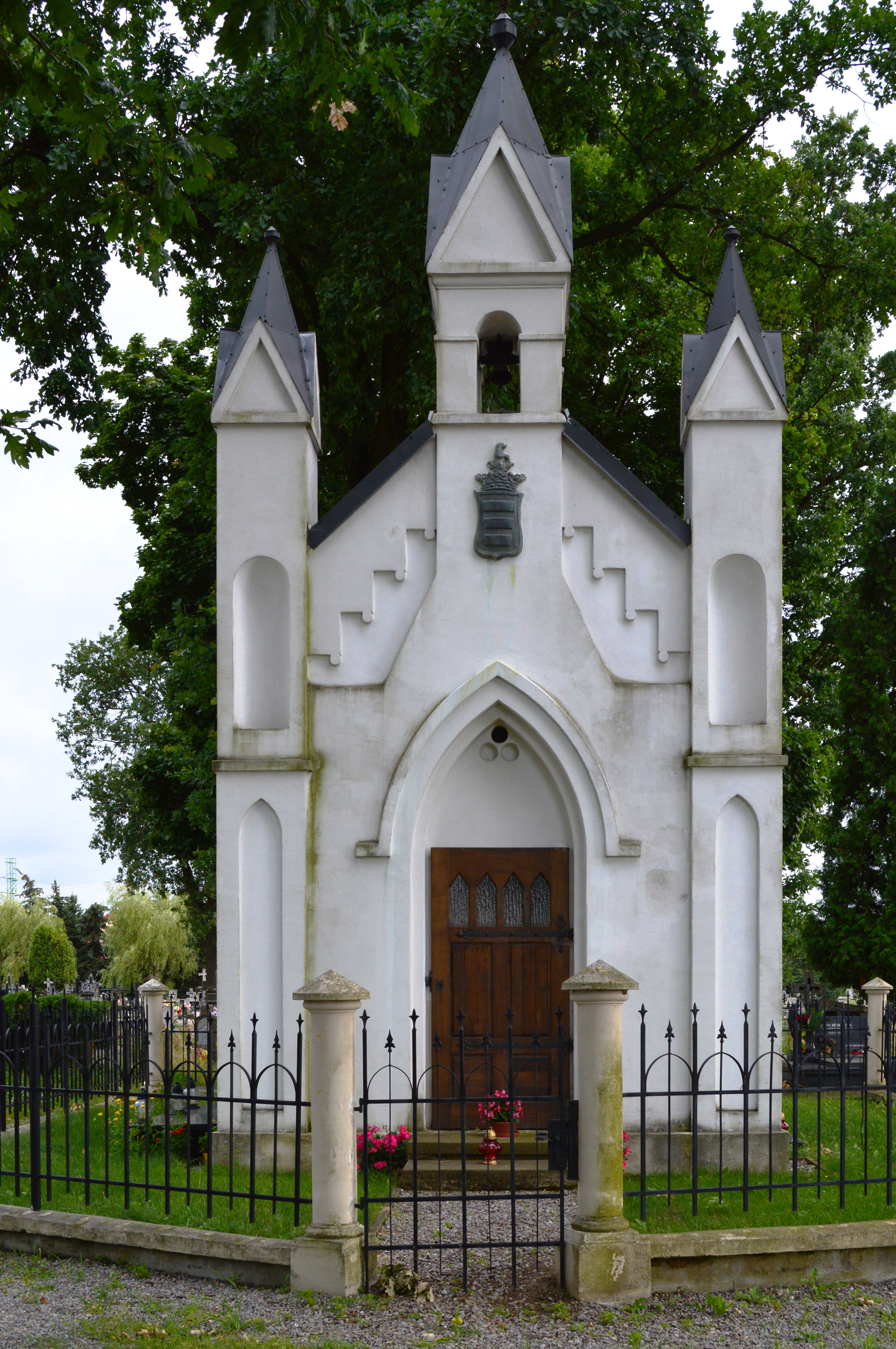
Fasada kaplicy

Architektura nawiązuje do stylu gotyckiego. Postawiona na planie prostokąta z półkolistym tyłem. Murowana z cegły, otynkowana i pomalowana na biało, dach pokryty blachą. Fasada z dwoma bocznymi strzelistymi wieżami. Dach zwieńczony trzecią wieżą wkomponowaną w fronton która pełni rolę dzwonnicy. Lekkości budowli dodają sterczyny wieńczące wieżyczki. Na frontonie umieszczono herb Korczak. W bocznych oknach zostały wprawione witraże. Nad drzwiami wewnątrz umieszczono napis: „Błogosławieni, którzy w Panu umierają, czyny ich idą za nimi”, zaś nad nim: „Kto we mnie wierzy, choćby i umarł żyw będzie”. Wewnątrz kaplica została pomalowana na niebiesko a sufit ozdobiono gwiazdami. W ołtarzu umieszczono obraz Matki Bożej Częstochowskiej w złoconych ramach. Na ścianach wewnętrznych wypisano nazwiska członków rodziny Horodyńskich pochowanych w podziemiach. Po prawej stronie przy murze znajduje się symboliczny nagrobek z krzyżem na ścianie i tablicami pamiątkowymi Zbigniewa Horodyńskiego a przy ścianie lewej nagrobek i tablica poświęcona Dominikowi Horodyńskiemu, ostatniemu z rodu Horodyńskich. Ogrodzona pięciobocznym stylowym kutym płotem z wkomponowanymi elementami gotyku.

## Renowacja
W 2009 została dokonana renowacja kaplicy. Koszty renowacji zostały pokryte przez Teresę Ledóchowską–Horodyńską, wdowę po Dominiku, oraz przez parafię w Zaleszanach i urząd marszałka województwa podkarpackiego.